# Tommaso Maria Neri
Tommaso Maria Neri (Torino, 2 novembre 2001) è un attore e modello italiano famoso per aver interpretato il ruolo di Milo nella soap opera Cento vetrine e per quello di Mattia bambino nel film La solitudine dei numeri primi .

## Biografia
Tommaso Maria Neri ha esordito come attore nel 2010 nel film La solitudine dei numeri primi. In quello stesso anno è entrato nel cast della soap opera CentoVetrine nel ruolo del piccolo Milo. Dopo aver recitato nel cortometraggio I Killer e in un episodio della serie Don Matteo 9, ottiene grande successo nel ruolo di Tommaso, il ragazzino patito di Michael Jackson nel film Maicol Jecson.
In seguito, è apparso nella terza stagione della serie televisiva Mia and Me e nel film Fabrizio De André - Principe libero nel ruolo di De André adolescente.

## Filmografia

### Cinema
- La solitudine dei numeri primi, regia di Saverio Costanzo (2010)
- I Killer, regia di Francesco Calabrese - cortometraggio (2012)
- Maicol Jecson, regia di Enrico Audenino e Francesco Calabrese (2014)
- The Habit of Beauty, regia di Mirko Pincelli (2016)
- Una questione privata, regia di Paolo Taviani (2017)
- Fabrizio De André - Principe libero, regia di Luca Facchini (2018)

### Televisione
- CentoVetrine – Soap opera, 16 episodi (2001-2010)
- Don Matteo 9 – serie TV, 1 episodio (2014)
- Mia and Me – serie TV, ? episodi (2017)
- Non uccidere – serie TV, 1 episodio (2017)
- Sul più bello - La serie – serie TV, 5 episodi (2024)

## Pubblicità
- 2010 - Kellog's coco pops
- 2010 - Kinder e Ferrero

## Video musicali
- Too Young To Love di Frozen Fields[3]
- I Nostri Eroi[4]
- Combattente di Fiorella Mannoia[5]